# Henry Percy, IV conde de Northumberland
Henry Percy, IV conde de Northumberland (c. 1449-28 de abril de 1489) fue un aristócrata inglés partícipe en la guerra de las Dos Rosas. Después de perder su herencia cuando su padre fue ejecutado por los York, consiguió restaurar su posición, alcanzando el puesto de comandante en el ejército del rey Ricardo III de Inglaterra durante la batalla de Bosworth, donde se le reconoce por traicionar presuntamente a su bando. Fue encarcelado por Enrique VII de Inglaterra, pero volvió a recuperar su posición una segunda vez por escaso tiempo, hasta su muerte en una revuelta popular contra la política económica del rey.

## Orígenes
Percy era hijo de Henry Percy, III conde de Northumberland, y su esposa Eleanor Poynings, hija de sir Richard Poynings (fallecido en 1429).
Su abuela paterna era hermana de Cecilia Neville, duquesa viuda de York, por tanto los Percy eran primos de los York y, más tarde, de la casa Tudor.

## Pérdida y restauración del título
Su padre era leal a la casa de Lancaster, lo que conllevó su muerte en la batalla de Towton el 29 de marzo de 1461. En respuesta a las decisiones del difunto conde, invalidó su título y encarceló en la prisión de Fleet a Henry, quien entonces era un adolescente, hasta su traslado a la Torre de Londres en 1464.
En 1465, John Neville, marqués de Montagu, fue nombrado conde de Northumberland en sustitución de la familia Percy. Finalmente, Henry juró lealtad y fue liberado en 1469. Una vez liberado, pidió recibir la herencia que se le negó en su día, ahora en manos de Neville. El rey Eduardo IV apoyó esta reclamación, haciendo renunciar al nuevo conde en 1470, aunque el parlamento no restauró el título en nombre de Henry Percy hasta 1473. Al año siguiente de que se le restaurase el título, fue nombrado caballero de la Orden de la Jarretera.

## Bajo Enrique VII
Percy participó en la batalla de Bosworth como comandante de los York, el 22 de agosto de 1485. No obstante, rehusó a seguir las órdenes de su rey, siendo un factor fundamental en la derrota y muerte de su rey, Ricardo III. Se debate en si se trató de un acto de traición a favor de Enrique Tudor, o si consideró que sus hombres no estaban preparados para entrar en batalla.
Percy fue detenido junto a Ralph Neville, III conde de Westmorland y Thomas Howard, II duque de Norfolk. Fue encarcelado unos meses, pero juró lealtad al nuevo rey. Enrique VII le liberó por su buen comportamiento. Percy mantuvo sus títulos, tierras y puestos, incluso se le encomendaron misiones diplomáticas de la corona, lo que suponía tener la confianza del rey.

## Matrimonio y descendencia
Entre 1473 y 1476, Percy se casó con Maud Herbert (1448-27 de julio de 1485/1495), hija de William Herbert, conde de Pembroke (1423-1469) y Anne Devereaux. Tuvieron ocho hijos:
- Henry Percy, V conde de Northumberland (14 de enero de 1478-19 de mayo de 1527), casado con Catherine Spencer.
- Eleanor Percy, duquesa de Buckingham[4] (m. 1530), esposa de Edward Stafford, III duque de Buckingham.
- Sir William Percy (m. 15 de septiembre de 1540), casado con Agnes Constable, y más tarde con Margaret Soothill, viuda de sir John Normanville.
- Alan Percy (n. 1479),  maestro de St John's College, Cambridge
- Josceline Percy (1480-1532), casado con Margaret Frost.
- Arundel Percy (1483-1544).
- Anne Percy, Condesa de Arundel (27 de julio de 1485-1552),  segunda esposa de William FitzAlan, XVIII conde de Arundel.
- Elizabeth Percy.

## Muerte
En abril de 1489, Percy se trasladó temporalmente a Yorkshire. Enrique VII se había aliado con Ana de Bretaña, contra Carlos VIII de Francia, por lo que subió los impuestos destinados al ejército; ante esto, sir John Egremont de Yorkshire lideró una revuelta como respuesta. Percy, recordado en York por su traición a Ricardo III, fue blanco de los rebeldes, lo que llevó a su muerte por linchamiento el 28 de abril de ese mismo año.